# Boris van der Ham

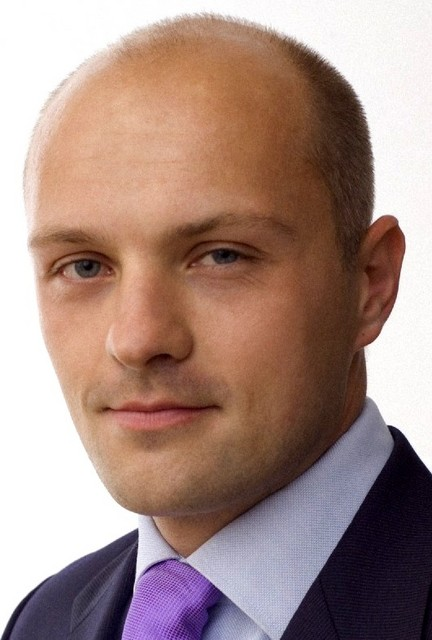
Boris van der Ham

Boris van der Ham (* 29. August 1973 in Amsterdam) ist ein niederländischer ehemaliger Politiker der Democraten 66 (D66) und der Vorsitzende der niederländischen humanistischen Organisation Humanistisch Verbond.

## Leben
Nach seiner Schulzeit in Amsterdam studierte van der Ham Geschichte an der Hogeschool van Amsterdam. Neben seinem Studium engagierte sich van der Ham politisch und wurde Mitglied der liberalen Partei Democraten 66. Nach seinem Studium war van der Ham als Schauspieler tätig. Von 2002 bis 2012 war er Abgeordneter in der Zweiten Kammer der Generalstaaten, von November 2006 bis Juni 2010 auch Vizevorsitzender der parlamentarischen Fraktion der D66. Im Jahr 2003 war er einer der Initiatoren der Gesetzesinitiative, die zum niederländischen Referendum über die geplante EU-Verfassung im Jahr 2005 führte.
2007 nahm van der Ham an der Parada Równości in Warschau teil. Im November 2012 wurde er Vorsitzender der niederländischen humanistischen Organisation Humanistisch Verbond.

## Schriften
- Voortrekkers en baanbrekers : twee jaar na het referendum, Nederland in Europa. 2. Auflage. Podium, Amsterdam 2007, ISBN 978-90-812011-1-7.
- De vrije moraal : seks, drank en drugs in de Tweede Kamer. Bert Bakker, Amsterdam 2012, ISBN 978-90-351-3893-3.